# Лисаневичи
Лисаневич (пол. Lesieniewicz) — дворянский род.
Потомство Константина Алексеевича Лесеневича, Переяславского полкового судьи (1739—1757)

## Описание герба
В красном (?) поле полумесяц, сопровождаемый сверху звездой и снизу опрокинутыми стрелою и мечом в андреевский крест.

## Известные представители
- Лисаневич, Борис Николаевич (1905—1985) — артист балета, предприниматель, патрон «Клуба 300»
- Лисаневич, Георгий Николаевич (1894—1938) — российский морской офицер, участник Ледового похода Балтийского флота, белогвардеец, в дальнейшем — в командном составе Северного флота РККФ
- Лисаневич, Григорий Иванович (1756—1832) — российский командир эпохи наполеоновских войн, генерал-лейтенант
- Лисаневич, Дмитрий Тихонович (1778—1825) — генерал-лейтенант, один из выдающихся деятелей Кавказской войны.
- Лисаневич, Иван Алексеевич (1840—1915) — член Государственного совета Российской империи, помещик, действительный статский советник, Уральский вице-губернатор.
- Лисаневич, Онуфрий Григорьевич — Георгиевский кавалер; штабс-ротмистр; № 2177 (964); 19 июня 1810.
- графиня Витте, Матильда Исааковна (1863 — не ранее 1920) — урождённая Нурок, по первому браку Лисаневич, вторая жена Витте